# Castanopsis crassifolia
Castanopsis crassifolia är en bokväxtart som beskrevs av Paul Robert Hickel och Aimée Antoinette Camus. Castanopsis crassifolia ingår i släktet Castanopsis och familjen bokväxter. Inga underarter finns listade.